# Théâtre Reine Victoria de Madrid
Pour le Théâtre Victoria Eugenia, voir Théâtre Victoria Eugenia.
Le théâtre Reina Victoria (en espagnol : Teatro Reina Victoria) est une salle de théâtre de Madrid en Espagne. Il a été inauguré le 10 juin 1916 sur un projet de l'architecte José Espelius, avec en façade des vitraux de Maumejean et azulejería de Talavera. Il possède une capacité de plus de six cents places.

## Histoire
En 1915, un chef d'entreprise, José Juan Chaînes chargea Espelius de construire un théâtre sur le site faisant face à la rue San Jerónimo, au coin de la rue Echegaray. Le projet, signé le 12 juin 1915, est inauguré le 10 juin 1916 par la représentation d'un vaudeville en trois actes Le caprice des dames de Blasco Soler et Asensio Mas, avec la musique de Luis Foglietti en présence du roi Alphonse XIII et de son épouse, la reine Victoire-Eugénie, de qui le théâtre tire son nom.
Dans un premier temps, il se consacre au genre opérette, avec des échecs retentissants comme Mefistófela de Benavente et des succès comme El as, La Duchesse de Tabarín, Le Prince du Carnaval ou La belle Risetta, des pièces « joyeuses et voyantes, propres à montrer de jolies filles, une musique pimpante et des décorations suggestives ». Au fil du temps, il se consacre à la zarzuela, un genre théâtral lyrique espagnol, avant de se spécialiser dans la grande comédie.
De grands noms du théâtre espagnol y ont étrenné certaines de leurs pièces, comme Rafael Alberti, Jacinto Benavente, Juan José Alonso Millán (es), Antonio Buero Vallejo ou Santiago Moncada.
Le Théâtre Reine Victoria a été acquis en janvier de 2018 par la famille García Azpiroz, propriétaire de l'entreprise Pescaderías Coruñesas. Plus précisément, son fondateur - Evaristo García Gómez - a acquis le théâtre à la société Arequipa Producciones, société de l'acteur Carlos Sobera (en).

## Architecture
Malgré la couverture moderne du bâtiment, José Espelius a dessiné une structure traditionnelle, avec une salle en fer à cheval embrassant le plateau et une grande lucarne, qui à l'époque servait de ventilation. Un choix plus osé a été la grande baie vitrée du salon de repos de l'étage supérieur.

## Galerie

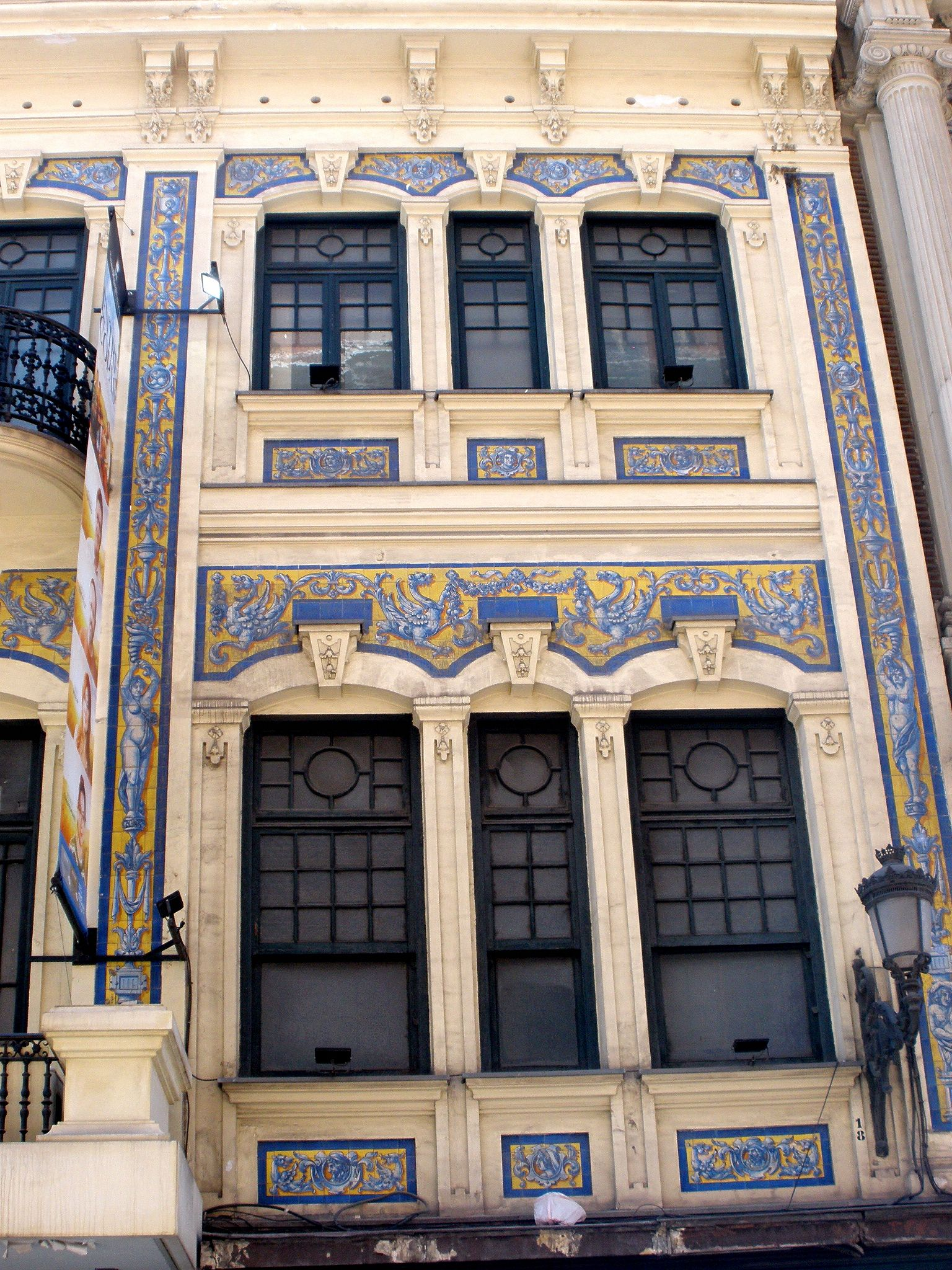
Façade des vitraux de Maumejean et azulejería de Talavera.
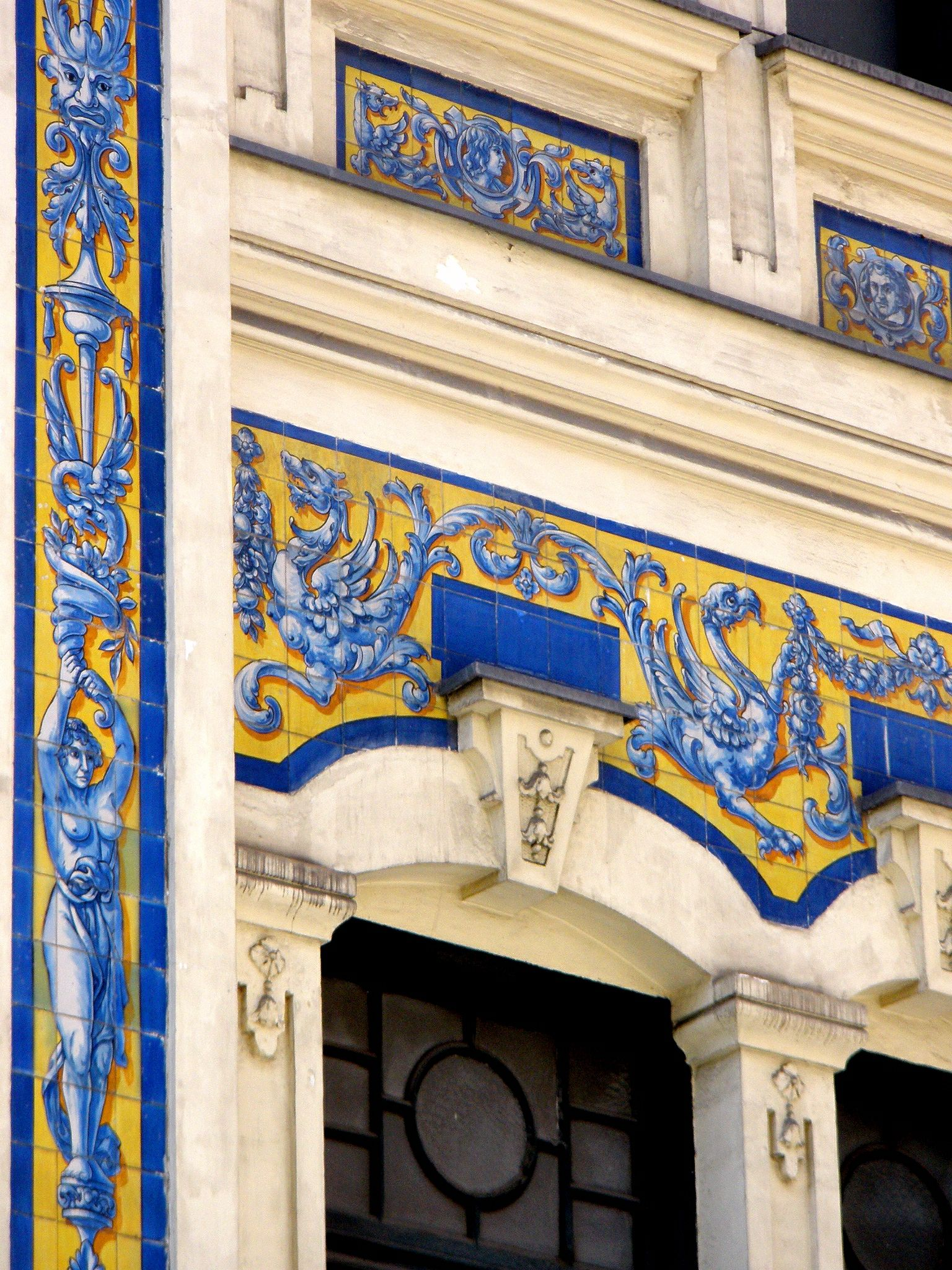
Zoom sur la façade et son azulejería de Talavera.
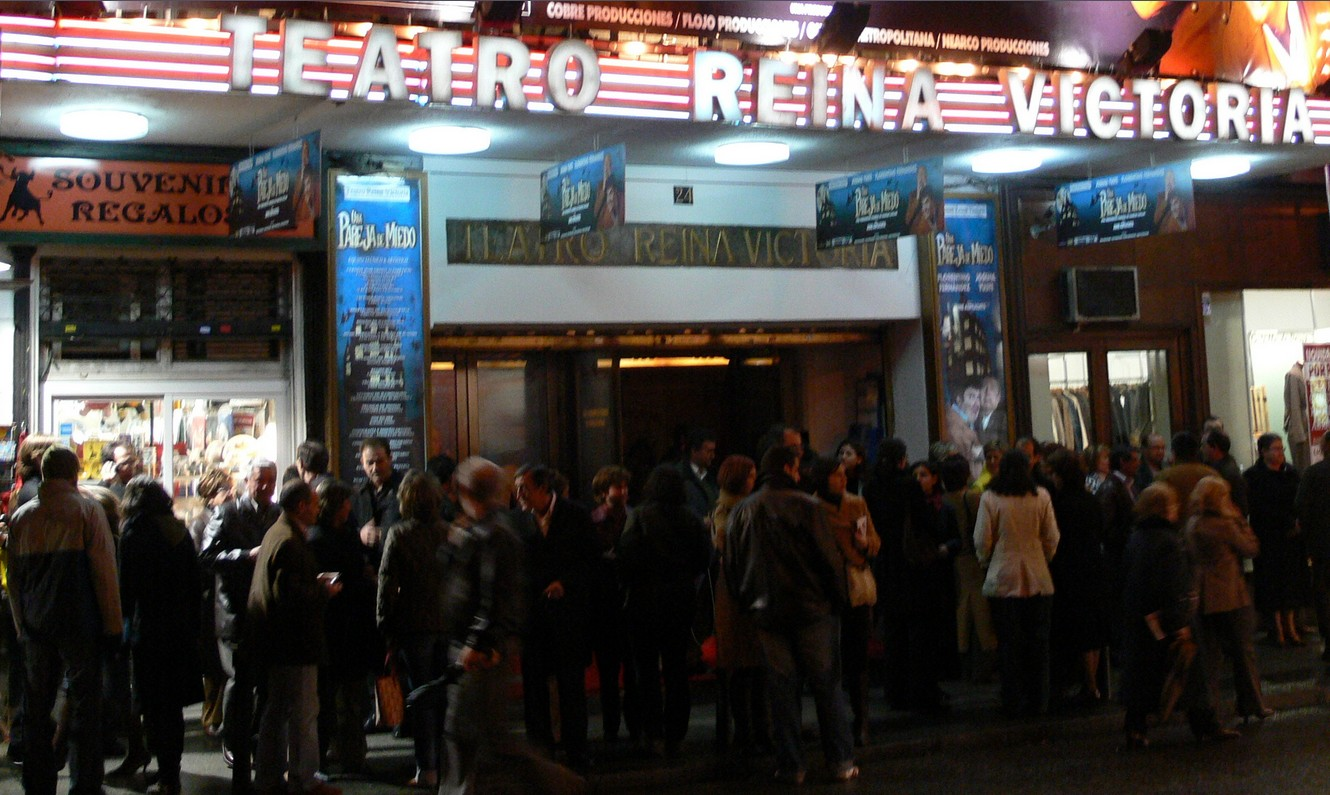
Entrée du théâtre de nuit (photo de février 2008).